# Beach Head 2002
Beach Head 2002 là phần tiếp theo của tựa game Beach Head 2000, ở bản mới này người chơi vẫn tiếp tục điều khiển ụ súng máy phòng thủ trong một boong ke nhằm ngăn chặn một cuộc tấn công đổ bộ của quân địch.

## Lối chơi
Nắm quyền điều khiển việc phòng thủ một boong ke trong một cuộc tấn công dồn dập, người chơi sử dụng nhiều loại vũ khí để đánh bại quân đội của đối phương, bao gồm cả các cuộc không kích và các thiết bị quân sự khác. Kẻ thù sẽ lộ diện qua từng màn để bao vây người chơi. Người chơi có thể sử dụng các kỹ thuật chiến đấu khác nhau, chẳng hạn như soi sáng trận địa, nhằm đánh bại quân thù. Một trong những thách thức trong game là bắn hạ các mục tiêu trên không. Một số vũ khí không có sẵn ở một số màn nhất định.

## Đón nhận
Metacritic, một trang web tổng hợp kết quả đánh giá, đã xếp phiên bản PC của game ở hạng 46/100 dựa trên năm bài đánh giá. Trey Walker của GameSpot viết rằng, "Beach Head 2002 mang lại phong cách bắn súng arcade theo hình thức—và lặp đi lặp lại—cơ bản nhất." Walker cho biết trò chơi "già đi nhanh chóng" và chẳng có cải tiến gì hơn so với Beach Head 2000, dù cho "sự hài lòng về mặt hình ảnh". GameZone đã xếp hạng 7/10 sao và ca ngợi tính đơn giản về mặt thiết kế trong game, mặc dù người đánh giá cho biết "sẽ thu hút một lượng nhỏ người chơi" do thiếu khả năng của việc chơi lại. Tim Warner của Gamezilla đã chấm 47/100 điểm và gọi đó là "một nỗ lực ảm đạm trong sự phục sinh của một thể loại yêu thích cũ", chỉ trích việc nhắm bắn chậm chạp, lựa chọn vũ khí hạn chế, đồ họa và âm thanh chất lượng thấp. Nhận xét về phiên bản OS X, Christopher Paretti của Inside Mac Games đã chấm cho game 5.75/10 điểm và viết rằng nó tốt cho việc chơi bình thường trong giờ nghỉ giải lao nhưng đề nghị thay vào đó là một trò chơi giải đố mang tính trí tuệ hơn.